# Mervelier
Mervelier je obec ve švýcarském kantonu Jura. Žije zde 500 obyvatel.

## Geografie

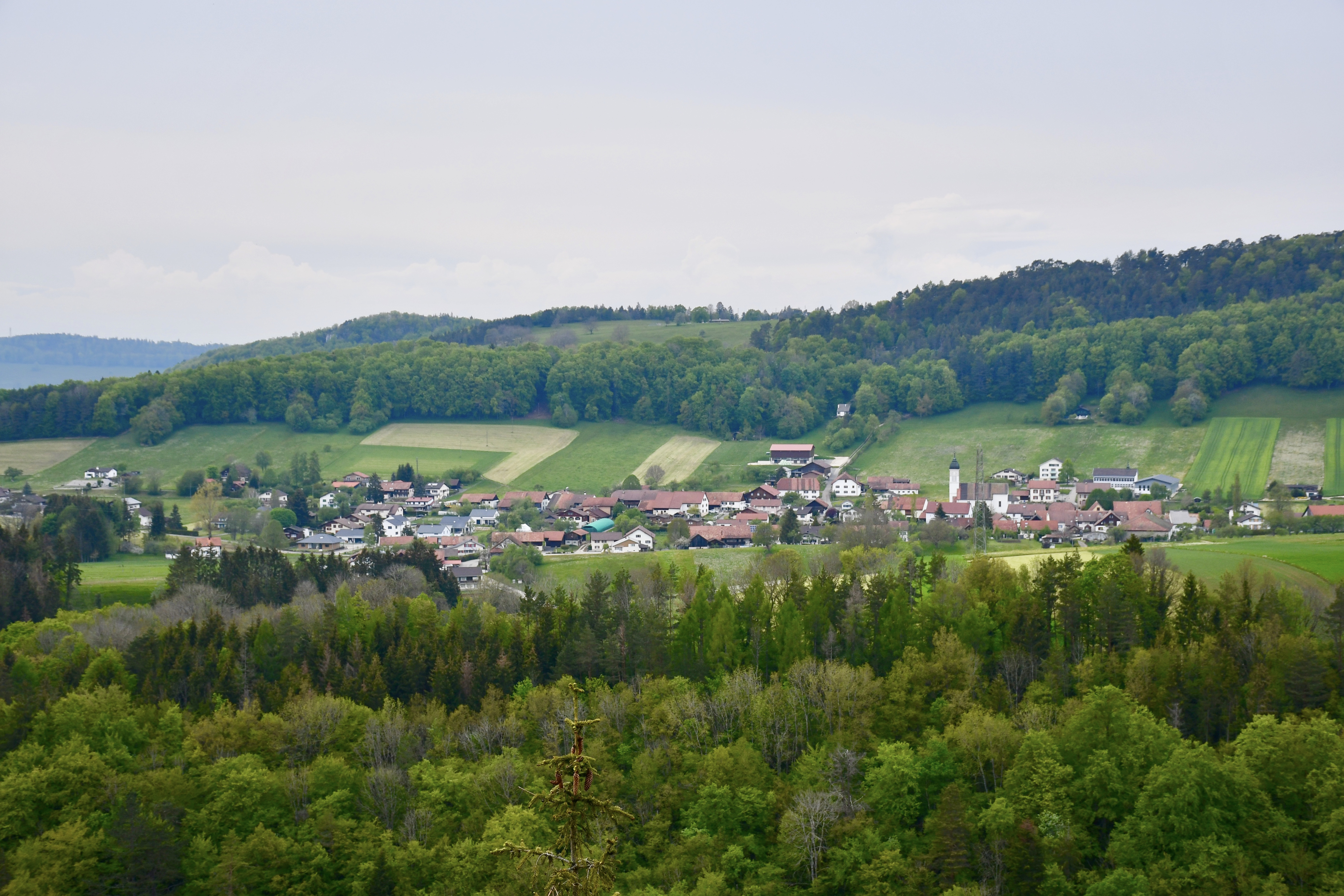
Pohled na obec

Mervelier leží v nadmořské výšce 556 m, vzdušnou čarou 13 km východně od hlavního města kantonu, Delémontu. Obec se rozkládá podél říčky Scheltenbach (francouzsky La Scheulte) v údolí Val Terbi, nejvýchodnější části Delémontské pánve, široké prohlubně v pohoří Faltenjura.
Území obce o rozloze 9,7 km² pokrývá část intenzivně obdělávané roviny Delémontské pánve po obou březích potoka Scheltenbach. Potok odvodňuje území směrem na západ k řece Birs. Jižně od obce se území obce rozkládá na hřebeni Jury Les Faivelies, který tvoří okrajový záhyb pohoří Mont-Raimeux. Celou východní část území obce zaujímá hluboce zaříznuté údolí horního toku Scheltenbachu, které je na severu lemováno vrcholy Grand Mont (1073 m n. m.) a Dürreberg (1031 m n. m.) a na jihu vrcholem Schönenberg (na území Mervelier až 1140 m n. m., a tedy nejvyšším bodem obce). V roce 1997 byla 3 % rozlohy obce pokryta zastavěnou plochou, 53 % lesy a lesními porosty a 44 % zemědělskou plochou.
K Mervelieru patří několik samostatných zemědělských podniků. Sousedními obcemi Mervelieru jsou Val Terbi v kantonu Jura, Schelten v kantonu Bern a Beinwil v kantonu Solothurn. Na vrcholu Rotmattchopf se nachází kantonální trojmezí s kantony Bern a Solothurn.

## Historie

Letecký pohled (1955)

Mervelier je poprvé zmiňován v roce 1184 jako Morswilre; jméno Maertwiler se objevuje v roce 1489. Vesnice Mervelier patřila k opatství Moutier-Grandval a i po reformaci si zachovala katolickou víru. V letech 1797-1815 patřila k Francii a zpočátku byla součástí départementu Mont-Terrible, od roku 1800 byla součástí départementu Haut-Rhin. Na základě rozhodnutí Vídeňského kongresu se obec stala součástí kantonu Bern (okres Moutier). Obyvatelé Mervelier se v jurských plebiscitech vždy vyslovili pro vznik kantonu Jura. Jako pohraniční obec v okrese Moutier se Mervelier v referendu 7. září 1975 rozhodl pro kanton Jura, v roce 1976 se stal součástí okresu Delémont a 1. ledna 1979 byl začleněn do nově vzniklého kantonu Jura.

## Obyvatelstvo
| Rok            | 1850 | 1880 | 1900 | 1910 | 1930 | 1950 | 1960 | 1970 | 1980 | 1990 | 2000 |
| Počet obyvatel | 490  | 499  | 433  | 452  | 486  | 539  | 548  | 527  | 453  | 494  | 585  |

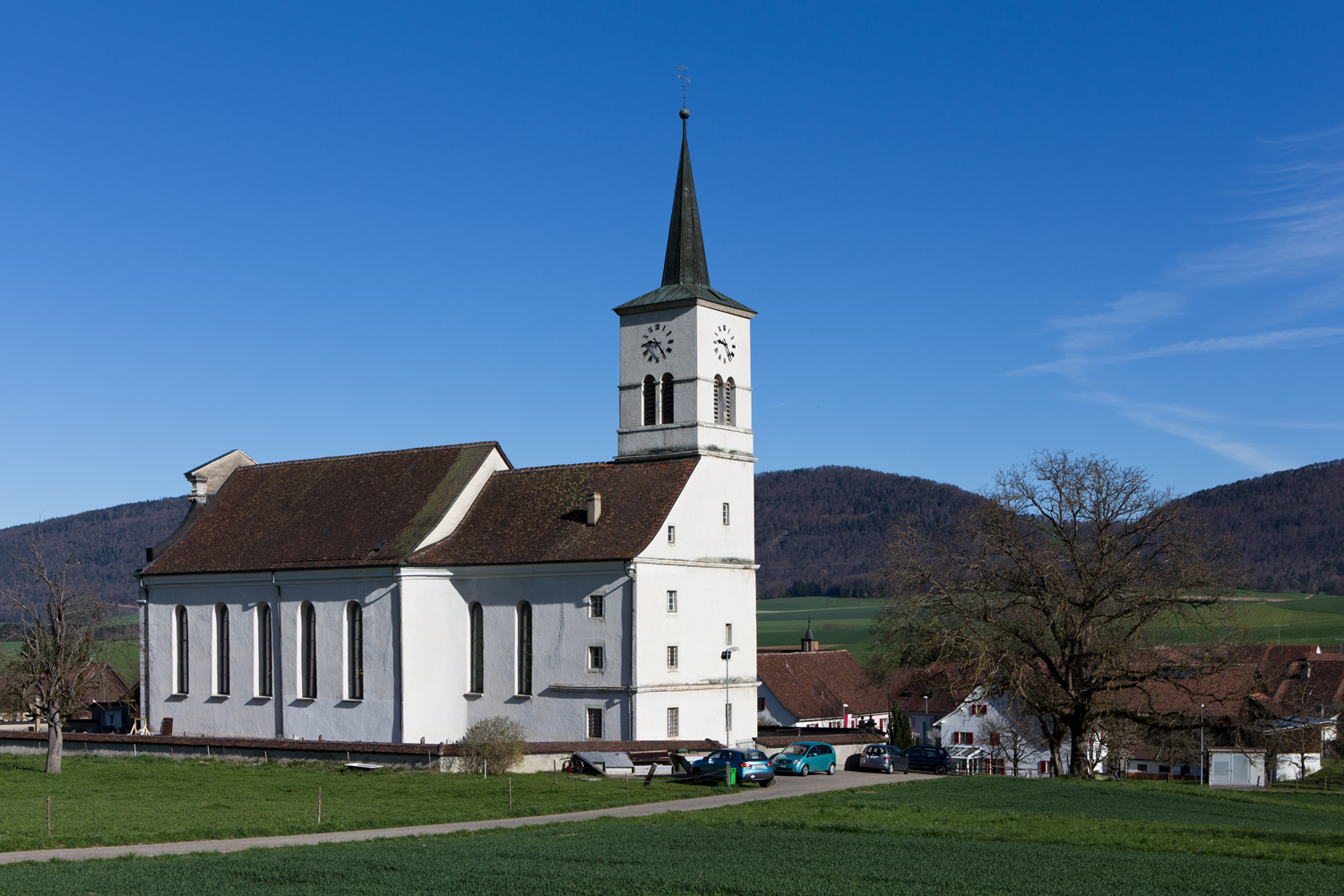
Kostel

Z celkového počtu obyvatel je 92,8 % francouzsky mluvících a 5,3 % německy mluvících (stav v roce 2000). Počet obyvatel obce je poměrně stabilní; v průběhu 20. století však byly zaznamenány různé výkyvy v počtu obyvatel. Zejména od roku 1980 (453 obyvatel) se počet obyvatel výrazně zvýšil.

## Hospodářství
Obec je stále charakteristická zemědělstvím, ale koncem 20. století se vyvinula také v rezidenční obec. Mimo zemědělství je v obci jen několik pracovních míst. Mnoho zaměstnanců (asi 60 %) proto dojíždí za prací a pracuje převážně v oblasti Delémontu.

## Doprava
Mervelier leží na kantonální silnici z Delémontu přes průsmyk Scheltenpass do Mümliswilu. S železniční stanicí v Delémontu je spojen autobusovou linkou, která jezdí z Montsevelieru do hlavního města kantonu.